# Liró gris
El liró gris (Glis glis) és un petit rosegador, l'única espècie del gènere Glis. És una espècie nadiua de tot Europa, llevat de la Gran Bretanya, on fou introduït al segle xx. És relativament freqüent a Catalunya. Viu a entre 50 i 2000 metres d'altitud, principalment als boscos caducifolis, on s'alimenta de glans i fages.
Els antics romans el criaven i se'l menjaven. Els criaven en balmes o, a les viles o ciutats, en contenidors de terracota (els gliraris), no gaire diferents de les gàbies d'hàmster d'avui dia.